# Кубок СРСР з баскетболу
Кубок СРСР з баскетболу (рос. Кубок СССР по баскетболу) — кубкове змагання серед чоловічих баскетбольних команд Радянського Союзу. Перший турнір відбувся 1949 року, останній — 1978 року. Кубок СРСР був щорічним і регулярним змаганням лише перших 5 років: наприкінці 1940-х і на початку 1950-х. Потім довгий час турнір не проводили, хоча намагалися відновити його в 1970-х, однак змагання було нерегулярним, а його регламент щоразу змінювався. Останній — 9-й розіграш — завершився 1978 року.
Найбільше разів трофей вигравало «Динамо» (Тбілісі) — тричі. Також один раз на базі цього клубу успіху добилася збірна Грузинської РСР. Найтитулованіший гравець Кубка — грузин Леван Інцкірвелі. Тричі (1949–1951) він перемагав у турнірі як гравець «Динамо» (Тбілісі) та збірної ГРСР, а 1969-го — як тренер тбіліського «Динамо».

## Переможці
| Рік  | Переможець          | Рахунок              | Фіналіст           |
| ---- | ------------------- | -------------------- | ------------------ |
| 1949 | Динамо (Тбілісі)    | 24-19                | Динамо (Рига)      |
| 1950 | Динамо (Тбілісі)    | 49-36                | Динамо (Москва)    |
| 1951 | Грузинська РСР      | 37-28                | ВПС (Москва)       |
| 1952 | Динамо (Рига)       | 53-44                | ВПС (Москва)       |
| 1953 | Жальгіріс (Каунас)  | 55-41                | Динамо (Тбілісі)   |
| 1969 | Динамо (Тбілісі)    | 88-78                | Будівельник (Київ) |
| 1972 | ЦСКА                | 79-81, 100-72, 98-76 | Будівельник (Київ) |
| 1973 | ЦСКА                | 75-67, 77-78         | Динамо (Тбілісі)   |
| 1978 | Спартак (Ленінград) | груповий етап        | Калев (Таллін)     |